# ذخیره گاه طبیعی کوماندورسکی
ذخیره‌گاه طبیعی کوماندورسکی (به روسی: Командо́рский госуда́рственный биосфе́рный запове́дник) یک منطقه طبیعی حفاظت شده واقع در جزایر کماندورسکی، کرای کامچاتکا، روسیه است.
مساحت کل حفاظتگاه ۳۶۴۸۶۷۹ هکتار (۳۶٬۴۸۶٫۷۹ کیلومتر 2) است شامل ۲٬۱۷۷٬۳۹۸ هکتار (۲۱۷۷۴ کیلومتر 2) منطقه حائل دریایی نیز می‌باشد. قلمرو خشکی شامل بیشتر جزیره برینگ، تمام جزیره مِدنی، و همچنین سیزده جزیره کوچکتر و صخره‌ای است. در سال ۱۹۹۳ برای محافظت از اکوسیستم جزایر کماندورسکی و آبهای دریایی اطراف دریای برینگ و اقیانوس آرام شمالی ایجاد شد.
به دلیل انزوا و بهره‌وری دریای برینگ و فلات قاره اقیانوس آرام، این ذخیره‌گاه از تنوع حیات حیوانات برخوردار شده است. این مکان پناهگاهی برای بیش از یک میلیون پرنده دریایی، چند صد هزار فوک خزیوش شمالی، چندین هزار شیر دریایی اشتلر، فوک‌های معمولی، و فوک‌های خالدار، جمعیت سمور دریایی و ۲۱ گونه نهنگ، دو زیرگونه بومی روباه قطبی، و پرندگان مهاجر در حال انقراض یا در خطر انقراض، مانند قو، اردک اشتلر و عقاب دریایی اشتلر است.
ماهیگیری تا فاصلهٔ ۵۰ کیلومتر (۳۱ مایل) از آنجا به‌طور کامل ممنوع است.
یکی دیگر از اهداف اعلام شده حفاظتگاه، تقویت توسعه پایدار از نظر زیست‌محیطی و فرهنگی تنها سکونتگاه مسکونی در جزایر فرمانده، روستای نیکولسکویه (تقریباً ۷۵۰ نفر تا سال ۲۰۰۷) است.